# Экономические известия
«Экономические известия» (укр. Економічні відомості) — перша щоденна українська ділова газета.
Створена колишніми головними редакторами газети «Бізнес». Видавалася у 2004–2012 роках. Влітку 2012 року трансформована у портал ділових новин eizvestia.com. Наразі належить холдингу «Медіа інвест груп».

## Хронологія

### «Паперовий» період
Виходила з травня 2004 року. Заснована колишніми головними редакторами газети «Бізнес» Ігорем Власюком та Костянтином Доніним в березні 2004 року. Фінансував проект Сергій Тігіпко.
Газета стала першим в Україні економічним виданням, яке виходило друком частіше ніж один раз на тиждень. В травні-листопаді 2004 року газета виходила тричі на тиждень, з грудня 2004 по вересень 2005 року чотири рази на тиждень, далі п'ять разів. Належала групі ТАС.
У 2006 році видання придбав співвласник «Індустріального союзу Донбасу» (ІСД) Сергій Тарута. Газета увійшла до холдингу «Медіа Інвест Груп», що на той момент уже володів журналом «Експерт» та інтернет-порталом ubp.com.ua, а з 2010 року почав випуск жіночого журналу LQ.

### Фінансові проблеми. Перехід в онлайн-режим
Кілька років поспіль у редакції гостро стояла проблема боргів по зарплаті. Доходило навіть до страйку.
20 липня 2012 «Медіа інвест груп» оголосив про припинення випуску друкованих версій газети «Экономические известия» і журналу «Статус» і їх консолідацію у інтернет-порталі ділових новин eizvestia.com. Того ж дня вийшов останній (1813-й) номер газети.
Наприкінці 2012 року з порталу звільнено частину журналістів. Заробітну плату решти поставлено в залежність від статистики відвідувань їх матеріалів.

### Судовий процес із банком «Союз»
Навесні 2013 року комерційний банк «Союз» звернувся до суду з позовом на 1 млн грн. до видавця «Экономических известий» у зв'язку з перепублікацією на інтернет-порталі eizvestia.com статті журналіста Юрія Бутусова про факти розкрадання коштів в АТ «Родовід Банк» з газети «Дзеркало тижня. Україна». Згодом іще один позов на аналогічну суму також подав заступник голови правління КБ «Союз» і екс-віце-президент АБ «Родовід» Сергій Дядечко. Судові засідання по обидвох позовах проходять у закритому режимі.
Медіа-експерти вважають, що подання багатомільйонних позовів до ЗМІ є намаганням змусити його мовчати та не публікувати невигідну інформацію. Також це може бути спробою рейдерського захоплення.

## Головні редактори
- Костянтин Донін (березень — листопад 2004 року).
- Ігор Власюк (грудень 2004 — липень 2005 року).
- Ігор Сергєєв (липень — листопад 2005 року).
- Олег Іванцов (листопад 2005 — червень 2006).
- Георгій Осіпов (серпень-2006 — червень 2007 року).
- Юрій Свірко (червень 2007 — квітень 2008 року).
- Олександр Бердинських (7 квітня 2008[9] — 9 квітня 2010 року[10]).
- Дмитро Горюнов (з 12 квітня 2010[11]).